# سوكاغاوا (فوكوشيما)
مدينة سوكاغاوا (بالإنجليزية: Sukagawa)‏ هي أحد المدن التابعة لمحافظة فوكوشيما. تأسست رسميًا في 31/03/1954. ويقدر عدد سكانها بـ 80336 نسمة حسب تقدير مكتب الإحصاء الياباني لعام 2012. تبلغ مساحة سوكاغاوا 279.55 كم2. بكثافة سكانية تبلغ 287 نسمة/كم2.

## توأمة
لسوكاغاوا (فوكوشيما) اتفاقيات توأمة مع كل من:
- لويانغ
- Nebula M78  [لغات أخرى]‏

## أعلام
- كازويا ناريتا
- ناكابا سوزوكي
- إيجي تسوبورايا